# Od šanka do šanka
Od šanka do šanka je drugi studijski album slovenskega glasbenega izvajalca Andreja Šifrerja, izdan leta 1979 pri ZKP RTV Ljubljana. Album je bil leta 1998 uvrščen na 90. mesto lestvice 100 najboljših jugoslovanskih rock in pop albumov v knjigi YU 100: najbolji albumi jugoslovenske rok i pop muzike.

## Seznam pesmi
Vse pesmi je napisal Andrej Šifrer, razen kjer je to navedeno.
| Stran A | Stran A                     | Stran A |
| Št.     | Naslov                      | Dolžina |
| ------- | --------------------------- | ------- |
| 1.      | „Moj šef‟                   | 2:57    |
| 2.      | „Brat‟                      | 3:36    |
| 3.      | „Kolorado‟                  | 2:11    |
| 4.      | „Svete krave‟ (Arsen Dedić) | 2:55    |
| 5.      | „Ljubav iz trafike‟         | 3:05    |

| Stran B | Stran B              | Stran B |
| Št.     | Naslov               | Dolžina |
| ------- | -------------------- | ------- |
| 6.      | „Košava‟             | 3:50    |
| 7.      | „A ti želiš pričati‟ | 3:50    |
| 8.      | „Marija‟             | 4:40    |
| 9.      | „15‟                 | 3:49    |
| 10.     | „Od šanka do šanka‟  | 2:50    |

## Zasedba
- Andrej Šifrer — vokal
- Tim Hatwell — bas kitara
- Derek Collins — klarinet
- Ray Russell — kitara
- Barry Desouza — bobni
- Jack Emblow — harmonika
- Dave Cook — klaviature, kitara, tolkala
- B. J. Cole — steel guitar
- Ken Freeman — sintesajzer
- Bill Thorp — violina, viola
- Andrej Habič — oblikovanje
- Tone Stojko — fotografiranje
- Dave Cook — producent, aranžmaji
- Anthony David — producent, snemanje